# Schenkenschanz

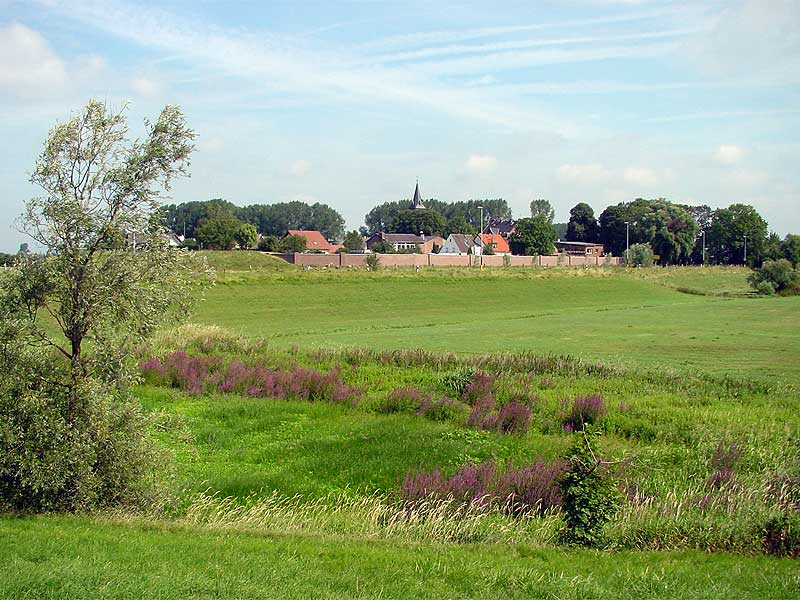
Vue de Schenkenschanz.

Schenkenschanz est un village allemand, aujourd'hui rattaché à la ville de Clèves dans l'État de Rhénanie-du-Nord-Westphalie. Il est connu pour son ancien fort, appelé Fort de Schenk (ou encore Fort de Skink).

## Géographie

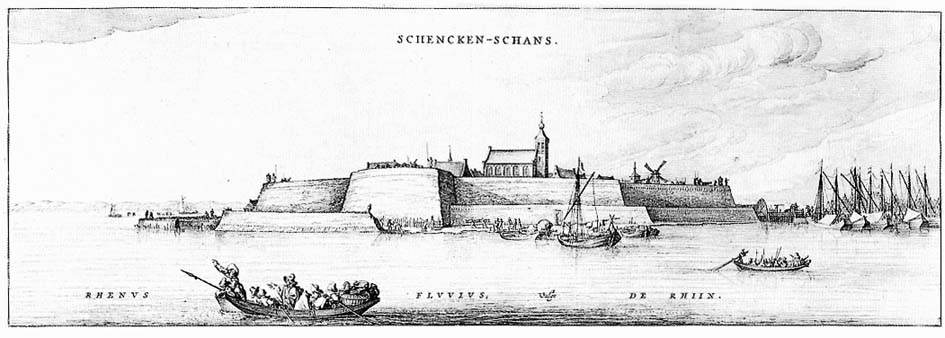
Les fortifications de Schenkenschanz vers 1645.

Le village est situé à 5 kilomètres au nord du vieux centre de Clèves, à l'extrémité d'une langue de terre formée par le Rhin et l'ancien lit de ce fleuve (Griethausen Altrhein) : il n'est accessible que par un pont sur l’Altrhein à Griethausen (en) à 5 km. Le hameau compte 38 hectares, dont 90 % sont en zone inondable, pour environ 120 habitants.

## Histoire

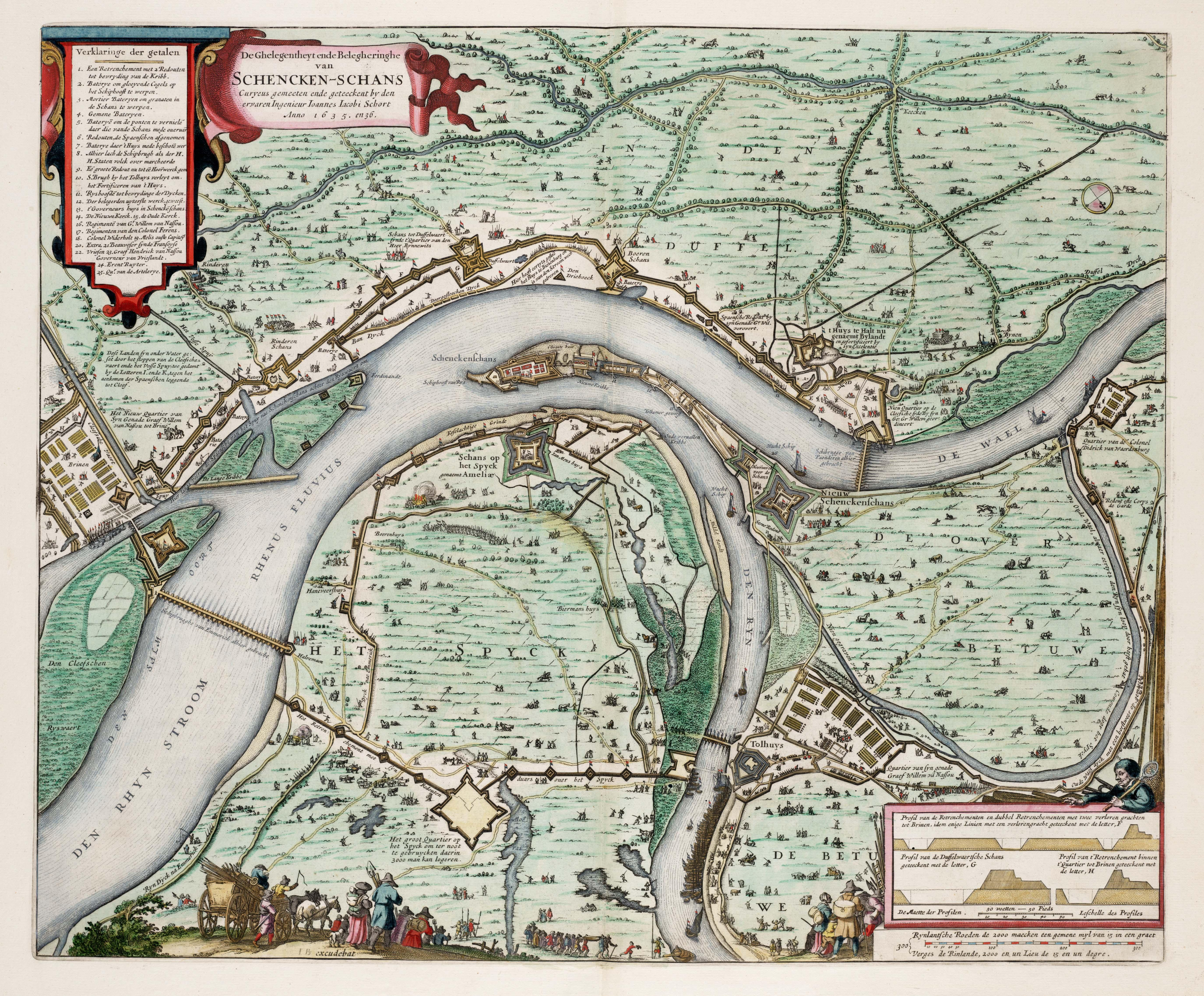
Siège du fort de Schenk en 1635-1636. Le nord se situe en bas à droite.

La position de Schenkenschanz est stratégique, aux frontières du Saint-Empire romain germanique et des Pays-Bas historiques. À cet endroit, le Rhin forme un méandre serré et se sépare en deux bras, le bras principal appelé Waal se dirigeant vers Nimègue et le bras secondaire, le vieux Rhin, vers Arnhem. Un premier château y est édifié par le comte Jean de Clèves (1347-1368) à l'extrémité du confluent pour contrôler le trafic. En 1586, peu après la sécession des Provinces-Unies des Pays-Bas espagnols, le Néerlandais Maarten Schenk van Nydeggen y construit un fort pour défendre la frontière des provinces révoltées.
Le fort acquiert une formidable réputation et est longtemps considéré comme imprenable. Il est cependant pris par surprise par les Espagnols en 1635 et n'est repris par Frédéric-Henri d'Orange-Nassau que l'année suivante à la suite d'un siège de huit mois. Lors de la guerre de Hollande, les troupes de Louis XIV commandées par Turenne prennent le fort après un siège de trois jours le 21 juin 1672. À cette occasion, Boileau le mentionne dans son Épître IV (vers 147) :
« Bientôt on eût vu Skink dans mes vers emporté,
De ses fameux remparts démentir la fierté »
Au XVIIIe siècle, plusieurs changements du cours du Rhin lui font perdre toute son importance stratégique. Creusé entre 1703 et 1709 à sept kilomètres en aval de Shenkenschanz, le canal de Pannerden détourne une partie des eaux du Rhin vers Arnhem, ce qui a pour conséquence l'assèchement du vieux Rhin. Puis, le canal de Bijland est creusé à travers le méandre que forme le Rhin à Shenkenschanz, en entraînant l'ensablement progressif.
En 1816, au Congrès de Vienne, Schenkenschanz revient à la Prusse, qui démantèle ses fortifications. Dès lors, ce n'est plus qu'un paisible village, rattaché à Clèves en 1969.

Frédéric-Henri d'Orange-Nassau au siège du fort de Schenk en 1636.